# Tropodiaptomus worthingtoni
Tropodiaptomus worthingtoni é uma espécie de crustáceo da família Diaptomidae.
Pode ser encontrada nos seguintes países: República Democrática do Congo e Uganda.